# Alexander Sung
Alexander Sung (1947) is een Chinees pianist en klavecinist.

## Levensloop
Sung begon zijn muziekstudies in Salzburg en in Wenen, bij Heinz Scholz, Richard Hauser en Isolde Ahlgrimm.
In 1971 behaalde hij de Vijfde prijs in het internationaal klavecimbelconcours, in het kader van het Festival Musica Antiqua in Brugge. Het jaar daarop behaalde hij de Vierde prijs in de Internationale Johann Sebastian Bach Wedstrijd in Leipzig.
Daarop vertrok Sung naar de Verenigde Staten waar hij zich in het onderwijs begaf. Hij werd docent aan de Virginia Commonwealth University en aan de University of Richmond. Hij bleef verder concerteren, met als hoogtepunt een optreden in 1978 in Carnegie Hall, New York. In 1981 werd hij uitgenodigd door de Soochow University in Taiwan om er de kwaliteit van het muziekonderwijs te verbeteren.
Sung is blijven concerteren en trad regelmatig op onder meer in New York, San Francisco, München, Hong Kong, Indonesië, Maleisië, China. Hij spreekt vloeiend Engels, Duits, Mandarijn en Kantonees.

## Discografie
Sung heeft verschillende platenopnamen gemaakt, onder meer:
- J.S. Bach’s Three Parts Inventions, Six Little Preludes, Italian Concerto
- Mozart Klaviersonaten Kv331, Kv309, and Kv311